# Titularbistum Elicroca
Das Bistum Elicroca (lateinisch Dioecesis Eliocrocensis) ist ein Titularbistum der römisch-katholischen Kirche.
Es geht zurück auf ein ehemaliges Bistum und eine antike Stadt gleichen Namens in Spanien, dem heutigen Lorca. Es gehörte der Kirchenprovinz Toledo an.
Der einzige bekannte Bischof ist Succeso, welcher im Zusammenhang mit dem Konzil von Elvira erwähnt wurde.
| Titularbischöfe von Elicroca |                                                      |                                                |                   |                  |
| Nr.                          | Name                                                 | Amt                                            | von               | bis              |
| 1                            | Paul Clarence Schulte Titularerzbischof pro hac vice | emeritierter Erzbischof von Indianapolis (USA) | 3. Januar 1970    | 17. Februar 1984 |
| 2                            | Héctor Julio López Hurtado SDB                       | Apostolischer Vikar von Ariari (Kolumbien)     | 15. Dezember 1987 | 29. Oktober 1999 |
| 3                            | Manuel Neto Quintas SCI                              | Weihbischof in Faro (Portugal)                 | 30. Juni 2000     | 22. April 2004   |
| 4                            | Matthias König                                       | Weihbischof in Paderborn (Deutschland)         | 14. Oktober 2004  |                  |